# Бредішору-де-Жос
Бредішору-де-Жос (рум. Brădișoru de Jos) — село у повіті Караш-Северін в Румунії. Адміністративно підпорядковане місту Оравіца.
Село розташоване на відстані 353 км на захід від Бухареста, 28 км на південний захід від Решиці, 84 км на південний схід від Тімішоари.

## Населення
За даними перепису населення 2002 року у селі проживали 587 осіб.
Національний склад населення села:
| Національність | Кількість осіб | Відсоток |
| -------------- | -------------- | -------- |
| румуни         | 486            | 82,8%    |
| цигани         | 98             | 16,7%    |

Рідною мовою назвали:
| Мова      | Кількість осіб | Відсоток |
| --------- | -------------- | -------- |
| румунська | 493            | 84,0%    |
| циганська | 90             | 15,3%    |